# Urd (album)
Urd è il nono album in studio dei norvegesi Borknagar pubblicato il 26 marzo 2012 per la Century Media. Il 19 gennaio precedente è stata resa nota la tracklist.
Missato presso la Fascination Street Studios in Svezia a Örebro.

Per la canzone The Earthling è stato realizzato un videoclip.
La versione in digipack contiene due tracce bonus tra cui la cover di My Friend of Misery dei Metallica.

## Tracce
1. Epochalypse - 6:06
2. Roots - 5:55
3. The Beauty of Dead Cities - 4:15
4. The Earthling - 6:51
5. The Plains of Memories - 4:27
6. Mount Regency - 6:08
7. Frostrite - 4:50
8. The Winter Eclipse - 8:45
9. In a Deeper World - 5:42

### Tracce bonus
1. Age of Creation - 6:19
2. My Friend of Misery - 6:19

## Formazione
- Vintersorg – voce, cori
- ICS Vortex - voce, basso
- Øystein G. Brun – chitarra elettrica, chitarra acustica
- Jens Ryland – chitarra elettrica
- Lazare – tastiere, voce
- David Kinkade – batteria, percussioni